# 金戸華
金戸 華（かねと はな、1998年8月20日 - ）は、日本の元飛込競技選手。東京都出身。現役時代はセントラルスポーツに所属していた。日本大学スポーツ科学部卒業。

## 来歴
祖父祖母そして父母がすべて飛込競技でオリンピック出場歴のある家庭に生まれ育つ。小学1年生のときに父・金戸恵太から飛込競技の選手になるか、指導者になるかを問われ、選手になると迷わず回答し、両親の指導の下、本格的に飛込競技を始める。
中学1年生のときに日本選手権に初出場し、高飛び込みで女子では史上最年少の決勝進出を果たす。その後、日本選手権では2015年と2019年に渋沢小哉芳とのペアで3mシンクロ飛板飛込を、2017年に榎本遼香とのペアで10mシンクロ高飛込を優勝している。
妹の凜らととも、家族3代でのオリンピック出場を目指したが、2020年東京オリンピックの出場の可能性が消滅。それでも2021年に開催予定だった世界水泳選手権福岡大会を目標に競技を続ける意向だったが、同選手権の延期が発表されたことにより、現役引退を決断。2020年10月の日本学生選手権をもって現役を引退した。
日本大学卒業後は学校法人花田学園の日本鍼灸理療専門学校に進学し、スポーツトレーナーを目指す。2024年3月に同専門学校を卒業したが、アスレティックトレーナー専攻科はもう1年在籍予定。

## 家族
父方の祖父母はともにローマオリンピック・東京オリンピック代表の金戸俊介と渡辺久美子、父はソウルオリンピック・バルセロナオリンピック・アトランタオリンピック代表の金戸恵太、母も同じ3つの大会で代表だった金戸幸（旧姓・元渕）。弟の金戸快と妹の金戸凜も飛込競技選手である。